# Bilanga-Yanga-Peulh
Pour les articles homonymes, voir Bilanga (homonymie).
Ne doit pas être confondu avec Bilanga ou Bilanga-Yanga.
Bilanga-Yanga-Peulh est une localité située dans le département de Bilanga de la province de la Gnagna dans la région Est au Burkina Faso.

## Géographie
Bilanga-Yanga-Peulh se trouve à 2 km à l'est de Bilanga-Yanga. Le village est constitué de membres de la communauté d'éleveurs Peuls.

## Économie
L'activité de Bilanga-Yanga-Peulh est liée à celle de sa commune homonyme voisine et de son important marché régional.

## Santé et éducation
Le centre de soins le plus proche de Bilanga-Yanga-Peulh est le centre de santé et de promotion sociale (CSPS) de Bilanga-Yanga.
Le village possède une école primaire publique.